# Joan of Arc (Leonard Cohen)
Joan of Arc (in inglese: Giovanna d'Arco) è la canzone di chiusura dell'album Songs of Love and Hate del cantautore canadese Leonard Cohen del 1971.

## Testo e significato
La storia è quella di Giovanna d'Arco (1412-1431); nella canzone la pulzella d'Orleans instaura un dialogo con il fuoco che la consuma mentre brucia sul palo, dopo essere stata giudicata colpevole di eresia. Nella canzone, Joan rivela di essere "stanca della guerra" e che preferirebbe indossare un abito da sposa bianco (una delle accuse contro di lei era che si vestiva da uomo).

## La versione di Fabrizio de André
Nel 1972 Fabrizio De André tradusse fedelmente le parole della canzone di Cohen e la pubblicò come lato B del 45 giri Suzanne/Giovanna d'Arco, con l'arrangiamento di Nicola Piovani. Nel 1974 il cantautore italiano inserì il brano nell'album Canzoni, apportando delle modifiche all'arrangiamento musicale curato stavolta da Gian Piero Reverberi. Fu anche eliminata una strofa dal testo originario.